# Gradska opština Lazarevac
Die Gradska opština Lazarevac (serbisch-kyrillisch Лазаревац) ist eine Opština in der Metropolregion von Belgrad, Serbien mit etwa 60.000 Einwohnern. Verwaltungssitz ist Lazarevac.

## Gliederung
Die Gemeinde hat mit Lazarevac 32 Ansiedlungen:
- Arapovac
- Baroševac
- Barzilovica
- Bistrica
- Brajkovac
- Burovo
- Čibutkovica
- Dren
- Dudovica
- Junkovac
- Kruševica
- Leskovac mit Kirche Hl. Großmärtyrer Dimitri
- Lukavica
- Mali Crljeni
- Medoševac
- Mirosaljci
- Petka
- Prkosava
- Rudovci
- Sokolovo
- Šopić
- Stepojevac
- Strmovo
- Stubica
- Šušnjar
- Trbušnica
- Veliki crljeni
- Vrbovno
- Vreoci
- Zeoke
- Županjac

Die Dörfer Sakulja und Cvetovac verschwanden mit der Ausdehnung der Stadtgrenzen.